# فهرست دانشگاه‌های آرکانزاس
- دانشگاه ایالتی آرکانزاس
- دانشگاه آرکانزاس
- دانشگاه علوم پزشکی آرکانزاس
- دانشگاه آرکنسا در لیتل راک
- دانشگاه آرکانزاس در فورت اسمیت
- دانشگاه آرکانزاس مرکزی